# Chiesa di San Pietro (Laion)
La chiesa di San Pietro (in tedesco Pfarrkirche St. Peter bei Lajen) a Laion è la chiesa parrocchiale della frazione a cui dà il nome.
La chiesa attuale è una ricostruzione settecentesca di un precedente edificio tardogotico e fu consacrata nel 1767. È sede parrocchiale dal 1914.